# 关子展
关子展（1914年8月—1996年），山西霍县人，中华人民共和国政治人物，曾任华北行政委员会公安局局长、中华人民共和国公安部办公厅副主任、人民防空局局长、上海第二医学院党委书记兼院长、上海市高级人民法院院长，另曾任第八届上海市人民代表大会常务委员会委员、第四、五、七、八届上海市人民代表大会代表、上海市政协第五届委员会常务委员、委员、中共上海市第二次代表大会代表、中共上海市委委员。他是使林昭能被彻底平反并摆脱精神病的污名化的关键人物。

## 早年
1914年（民国3年）8月生于山西霍县（今山西霍州市李曹镇源头村）。

## 政治生涯

### 文革结束前
1936年（民国25年），关子展22岁时，参加了红军革命。1937年加入中国共产党。曾任晋中公安局侦察科长、太原市公安局办公室主任等职。1953年6月起在华北行政委员会任公安局长，1954年公安部开始以华北公安局为基础组建办公厅，关子展于8月出任副主任，1955年11月7日转任公安部人民防空局（十二局）局长。1957年调任上海第二医学院党委书记兼院长。1958年12月任中共上海市第二次党代表大会代表（选区卢湾区）。1962年7月起任上海市人民代表大会代表（选区卢湾区）。1964年9月续任上海市代表（选区卢湾区）。1966年在文革中被打倒，成为”党内走资本主义道路的当权派”，不再任党委书记兼院长。1967年2月由于文革原因，上海市人民代表大会功能瘫痪，被上海市革命委员会接管权力，不再正常选举代表，关子展不再担任上海市人民代表大会代表。
虽然文革期间被打倒，但当罹患高血压、心脏病后，仍被准许进入第二医学院附属的广慈医院（今瑞金医院）住院，期间被与外界隔离，具有保护性质。

### 文革后
文革结束后，关子展被平反、重新启用。1977年12月出任上海市政协委员（选区中共上海市委）、常务委员。
文革期间，上海的法院工作停顿，先后被军管会和公检法领导小组接管，直到1974年才逐步恢复运作，1975年中共上海市委在无法律依据的情况下任命宋继文为高级人民法院院长。1977年12月上海市人大恢复运作，但并未任命市高法院长。中共上海市委于1978年1月在无法律依据的情况下直接任命关子展为上海市高级人民法院院长。此后，关子展主导了大量市内平反文革期间冤假错案的重审案例。
1979年12月关子展補選為上海市人民代表大會代表（選區待考），并正式被人民代表大会任命为市高法院长。1983年4月不再担任市政协常委、委员，但續任上海市代表（選區川沙縣），不再出任市高法院长，转而出任市人民代表大会常务委员会委员、常务委员会法制委员会主任。
1985年7月上海市人民代表大会决定设立法制、财政经济、教育科学文化卫生、市政建设4个专门委员会，因而常委会的专门委员会相应撤销，关子展不再担任常委会法制委主任，同时亦辞去常务委员会委员职务。1988年4月不再擔任上海市人民代表大會代表代表。

## 晚年
1996年病故。

## 家庭
妻子周岗，女儿关海阳。

## 轶事与评价

### 平反林昭
文化大革命期間，关子展被打倒，此后住进第二医学院下属医院，他任第二医学院院长时的学生彭令范也入驻治病，病情好转以后也在医院做一些帮工，二人因而相识。彭令范认为可能是自己并不刻意与被打倒的关子展疏远，并有对曾经的校长的敬重的态度给关子展留下了深刻印象。1980年8月22日，上海市高级人民法院撤销了对彭令范的姐姐林昭的判决，但理由却是因为林昭有精神病。此后彭令范继续奔走希望给姐姐去掉精神病的污名化，她在此后两个月内给关子展写了三封关于林昭的平反情况的信，并在次年初听到法院系统的人说市高法院长关子展非常关心林昭的平反事宜，最终，12月31日，市高法重新撤销此前对林昭的判决，以及此前称林昭有精神病的判决，并重新宣判她无罪。
彭令范认为关子展给她的帮助让她铭记终生感激不尽，认为他有一个真正共产党人的良知，捍卫法律的尊严。

### 巴金
巴金旧居位于上海曾经的卢湾区（今黄浦区），第二医学院（今上海交通大学卢湾校区，亦称上海交大医学院）也位于卢湾区。关子展调任第二医学院院长后，他与巴金相识，并与巴金先后一同任市人民代表大会代表、市政协委员。

### 捐款
关子展死后，遗嘱指定将其生前积蓄两万元捐给家乡的希望工程，他的妻子周岗托女儿关海阳回乡与霍州市委、市府交接执行他的遗嘱。最终霍州市委、市府决定在他的家乡李曹镇设立以他命名的“关子展奖学金”，将两万元存入银行，用每年的利息奖励镇上优秀的中小学生。